# Улица Ленина (Тирасполь)
Улица Ленина расположена в центральной части города Тирасполя, столицы Приднестровской Молдавской Республики. Названа в честь российского революционера, крупного теоретика марксизма, советского политического деятеля Владимира Ильича Ульянова (Ленина). Проходит от тупика (Склада Стройматериалов) до Железнодорожного вокзала города и Привокзальной площади.

## Географическое положение
Улица начинается в тупике рядом со свалкой строительных материалов, затем поворачивает направо и заканчивается в тупике рядом с железнодорожными путями. Она также пересекается с переулками Карла Либкнехта, 1/9, Карла Маркса, Розы Люксембург, 10/25, Свердлова, Востока, Горького, 5/1, Вокзальным и Звигненко. Проходит параллельно улице Манойлова и бульвару Гагарина. Это асфальтированная однополосная дорога с двусторонним движением и двумя проезжими частями.
Нумерация домов на нечетной стороне заканчивается от дома 1/1 до дома 65, а на четной стороне продолжается от дома 2А до дома 50. К социально значимым зданиям относятся Арбитражный суд ПМР, Коммерческий университет, Республиканский центр спортивной реабилитации инвалидов, Тираспольский городской суд, учебный центр Министерства юстиции ПМР и детский сад. Среди туристических достопримечательностей - Покровский парк и Южный сквер. Застройка смешанная — здесь есть как многоэтажные, так и одноэтажные дома.

## История
До 1884 года называлась Фонарная (Была первой улицей, где появились керосиновые фонари).
23 апреля 1914 года в 6:20 утра на улицу аэроплан "Ньюген", управляемый поручиком Одесской авиационной роты Ягело.
В доме №3 располагались мастерские АО "Динамо", неподалеку проходил ипподром, а в доме №14 действовало Российское транспортное и страховое агентство. Также на улице находился казенный очистной завод и полицейское управление города. На углу с Клинцовской улицей был доходный дом, содержавшийся П. Реутовым, а на пересечение с Красноярской улицей находилась турецкая пекарня.
В 1921 году улица была переименована с Вокзальной на Ленина.
В апреле того же года Павел Арсентьевич Барабаш организовал Тираспольскую уездную больница им.В.И. Ленина в доме № 38 (Ныне является территорией винно-коньячного завода "KVINT")

## Транспорт
По улице проложены троллейбусные пути, а также остановки маршрутного такси. В доме 59 расположены автовокзал и железнодорожный вокзал.
1. ↑  Данный населённый пункт расположен в Приднестровской Молдавской Республике. Согласно административно-территориальному делению Молдавии бо́льшая часть территории, контролируемой Приднестровской Молдавской Республикой, входит в состав Молдавии как административно-территориальные единицы левобережья Днестра, другая часть входит в состав Молдавии как муниципий Бендеры. Заявленная территория Приднестровской Молдавской Республики, контролируемая Молдавией, расположена на территории Дубоссарского, Каушанского и Новоаненского районов Молдавии. Фактически, Приднестровская Молдавская Республика является непризнанным государством, бо́льшая часть заявленной территории которого Молдавией не контролируется.
2. ↑  ул. Ленина в Тирасполе на карте 🇲🇩. geodzen.com (15 июня 2021). Дата обращения: 29 октября 2024.
3. 1 2  Полушин В. Л. Тирасполь на грани столетий. Том 1.. — 1995. — С. 265-266.
4. ↑  История — ГУ "Республиканская клиническая больница". Дата обращения: 29 октября 2024.